# Fenbendazol
Fenbendazol – organiczny związek chemiczny, pochodna benzimidazolu. Stosowany jako lek przeciwpasożytniczy do zwalczania mieszanych inwazji pasożytów u zwierząt wywołanych przez obleńce Toxocara cati, Trichuris campanulla, Toxascaris leonina, Ancylostoma tubaeforme oraz tasiemce Taenia taeniaformis.